# Nothroctenus
Nothroctenus es un género de arañas araneomorfas de la familia Ctenidae. Se encuentra en Sudamérica.

## Lista de especies
Según The World Spider Catalog 12.0:
- Nothroctenus bahiensis Mello-Leitão, 1936
- Nothroctenus fuxico Dias & Brescovit, 2004
- Nothroctenus lineatus (Tullgren, 1905)
- Nothroctenus marshi (F. O. Pickard-Cambridge, 1897)
- Nothroctenus omega (Mello-Leitão, 1929)
- Nothroctenus sericeus (Mello-Leitão, 1929)
- Nothroctenus spinulosus (Mello-Leitão, 1929)
- Nothroctenus stupidus Badcock, 1932